# Вольфганг Форвальд
Вольфганг Форвальд (нім. Wolfgang Vorwald; 8 травня 1899, Бесков — 1 червня 1977, Мюнхен) — німецький військовий чиновник, генерал-лейтенант люфтваффе (1 липня 1944), міністерський диригент (15 листопада 1957).

## Біографія
Під час Першої світової війни 5 червня 1917 року вступив в армію, служив в артилерії. Після демобілізації армії залишений в рейхсвері, з 1920 року служив в зенітних частинах. Закінчив вище технічне училище в Берліні-Шарлоттенбурзі (1934). З 1 жовтня 1934 року — командир ескадрону транспортного (зенітного) дивізіону «Зеераппен». 1 квітня 1935 року переведений в люфтваффе і призначений командиром батареї. З 1 січня 1936 року — інструктор з тактики військового училища в Мюнхені, з 1 жовтня 1937 року — командир навчального батальйону училища зенітної артилерії.
1 липня 1938 року очолив 6-й відділ (озброєння) відомства генерал-квартирмейстера люфтваффе, а 1 листопада 1941 року очолив Технічне управління Імперського міністерства авіації. 29 квітня 1945 року взятий в полон американськими військами. 15 січня 1948 року звільнений.
1 вересня 1953 року вступив на службу до відомства федерального канцлера, з 1 квітня 1956 по 10 лютого 1958 року — директор технологічного відділу Федерального міністерства оборони. В 1957 році підозрювався у державній зраді, але був виправданий. 30 травня 1964 року вийшов на пенсію.

## Нагороди
- Залізний хрест 2-го класу
- Нагрудний знак «За поранення» в чорному
- Почесний хрест ветерана війни з мечами
- Медаль «За вислугу років у Вермахті» 4-го, 3-го і 2-го класу (18 років)
- Хрест Воєнних заслуг 2-го і 1-го класу з мечами
- Лицарський хрест Хреста Воєнних заслуг з мечами (17 серпня 1944)